# Ilja Sergejevič Glazunov
Ilja Sergejevič Glazunov (rusky: Илья́ Серге́евич Глазуно́в; 10. června 1930 Petrohrad – 9. července 2017 Moskva) byl ruský výtvarník. Byl zakladatelem Ruské akademie malířství, sochařství a architektury, kde také až do své smrti působil jako rektor. Byl nositelem titulu lidový umělec RSFSR.

## Životopis
Ilja Sergejevič Glazunov se narodil 10. června 1930 v Leningradě (dnes Petrohrad) Sergeji Fjodoroviči Glazunovovi a Olze Konstantinovně Glazunovové (rozené Flugové). Oba jeho rodiče původně patřili k ruské šlechtě. Otec byl historik. V dětství navštěvoval dětskou uměleckou školu a později střední uměleckou školu v historické čtvrti Petrohradská storona.
Během druhé světové války přežil obléhání Leningradu. Jeho otec, matka a další příbuzní při něm zahynuli. V roce 1942 byl transportován z obleženého Leningradu. Ubytoval se ve vesnici Greblo v Novgorodské oblasti. V roce 1944 se vrátil do Leningradu a studoval na leningradské střední umělecké škole. V letech 1951 až 1957 studoval umění na Leningradském uměleckém institutu Repina pod vedením profesora Borise Iogansona.
V roce 1956 se oženil s Ninou Vinogradovou-Benoisovou. Její podobu namaloval na mnoha svých dílech. Nina Alexandrovna byla potomkem rodiny Benoisů, známého jména v dějinách umění. Její strýc byl uměleckým ředitelem opery La Scala. Dne 24. května 1986 spáchala sebevraždu, jen několik dní před zahájením výstavy svého manžela v Manéži.
Jejich děti, Ivan a Věra, se staly umělci. Glazunovův úspěch na soutěži mladých umělců v Praze podnítil otevření jeho první samostatné výstavy v Moskvě v roce 1957. V 60. letech 20. století poprvé odcestoval do Itálie, kde namaloval portréty mnoha slavných herců a hereček, včetně Giny Lollobrigidy a Anity Ekbergové. Namaloval také portréty mnoha politických vůdců, včetně Indiry Gándhíové, Leonida Brežněva, Urho Kekkonena, Jurije Lužkova a Andreje Gromyka. V roce 1978 začal vyučovat na Moskevské univerzitě umění. V roce 1987 založil Ruskou akademii malířství, sochařství a architektury.
V 70. letech 20. století se postavil proti generálnímu plánu obnovy Moskvy, který hrozil zničením části historického centra Moskvy. Spolu s Vjačeslavem Ovčinnikovem shromáždil podpisy významných osobností vědy a kultury pod protestní dopis, který byl zaslán politbyru. Projekt byl zveřejněn, poté ostře kritizován a v důsledku toho byl zrušen. To také vedlo k vytvoření občanského výboru, který sledoval další plány rekonstrukce. Glazunov byl jedním z hlavních zastánců obnovy katedrály Krista Spasitele a jedním ze spoluzakladatelů Všeruské společnosti na ochranu historických a kulturních památek (VOOPIiK).
Zemřel 9. července 2017 na selhání srdce ve věku 87 let. Pohřben byl 11. července na Novoděvičím hřbitově.

## Ocenění (výběr)
- Řád Za zásluhy o vlast (2010)
- Řád rudého praporu práce (1985)
- Národní umělec SSSR